# Dendrobium mirandum
Dendrobium mirandum är en orkidéart som beskrevs av Rudolf Schlechter. Dendrobium mirandum ingår i släktet Dendrobium, och familjen orkidéer.
Artens utbredningsområde är Sulawesi. Inga underarter finns listade i Catalogue of Life.